# 海灣公園道車站 (BMT海灘線)
海灣公園道車站（英語：Bay Parkway station），又稱「22大道車站」（英語：22nd Avenue station），是紐約地鐵BMT海灘線的一個慢車地鐵站，位於布魯克林海灣公園道及西七街，設有N線（任何時候停站）、W線（僅繁忙時段停站）列車服務。

## 車站結構
| G        | 街道層   | 閘機、出入口、MetroCard自動售票機                                                                                             |
| P 月台層 | 側式月台 | 側式月台 |
| P 月台層 | 北行慢車 | ← 往阿斯托利亞-迪特馬斯林蔭路 (20大道) ← 往96街 (只限平日時段) (20大道) ← 往阿斯托利亞-迪特馬斯林蔭路 (只限平日時段) (20大道) |
| P 月台層 | 北行快車 | ← 無定期服務 |
| P 月台層 | 南行快車 | → 道床 |
| P 月台層 | 南行慢車 | → 往康尼島-斯提威爾大道 (金斯公路) → → 往86街 (只限平日時段) (金斯公路) →                                                     |
| P 月台層 | 側式月台 | |

此切土車站在1915年6月22日啟用，設有页個側式月台和四條軌道，但兩條中央快車軌道正常情況下使用。往康尼島方向軌道與路線切斷了，而往曼哈頓方向軌道使用了雙向信號。

## 參考資料

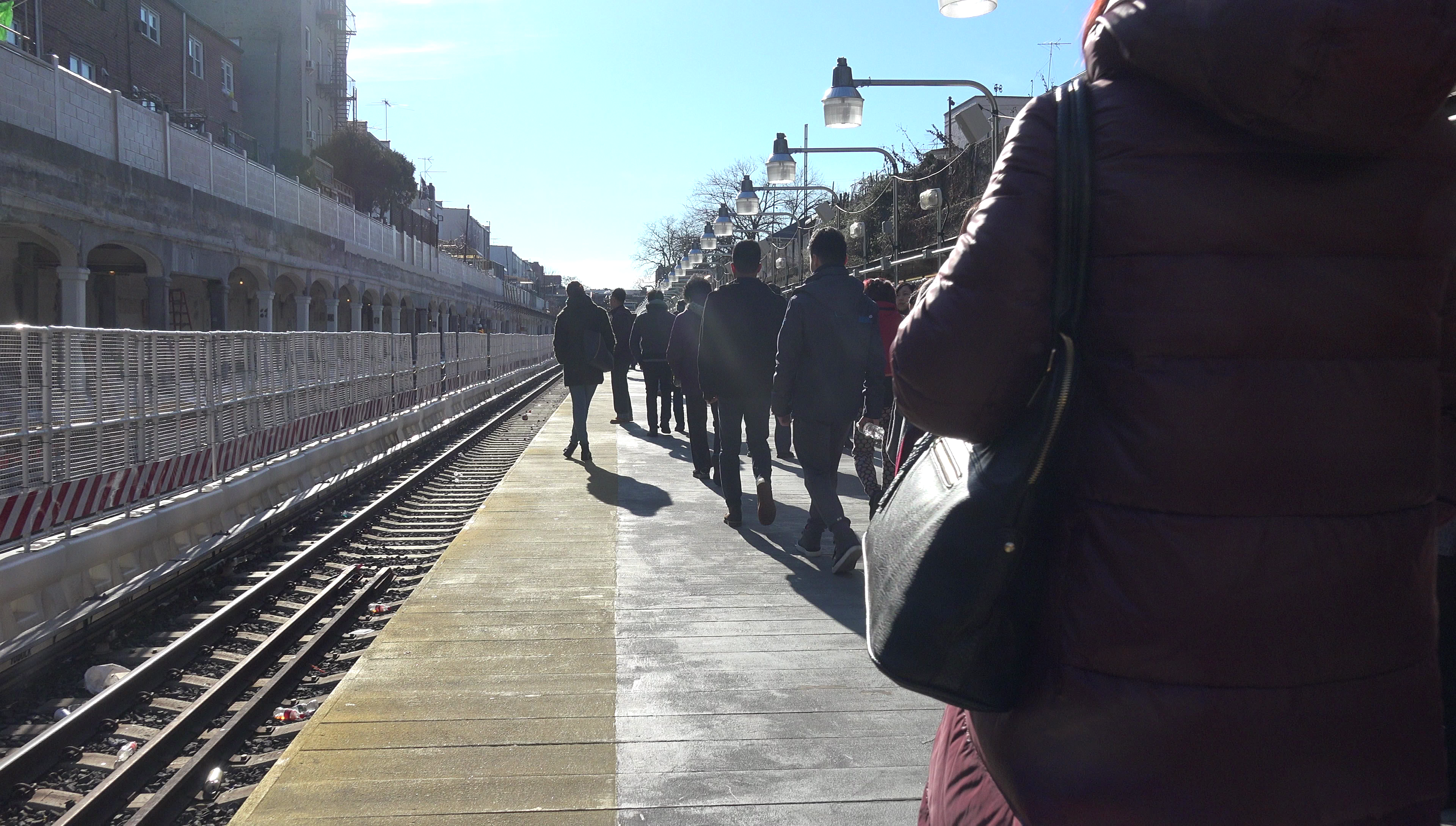
2016年的臨時中央月台

## 外部連結
- nycsubway.org—BMT Sea Beach Line: Bay Parkway (22nd Avenue)
- Station Reporter — N Train
- The Subway Nut — Bay Parkway Pictures （页面存档备份，存于）
- Bay Parkway entrance from Google Maps Street View
- Avenue O entrance from Google Maps Street View